# Rattapark Vilairot
Rattapark Vilairot, nyugaton Ratthapark Wilairot (thai írásjelekkel รัฐภาคย์ วิไลโรจน์) (1988. április 14. –) thai motorversenyző, jelenleg a Supersport-világbajnokságban versenyez. Korábban megfordult a MotoGP 250-es és Moto2-es kategóriáiban is.

## Karrierje
Pályafutását ötévesen kezdte, első komolyabb versenyét 10 évesen nyerte meg egy 50 köbcentiméteres motokrossz-versenyen. A MotoGP-ben a 2006-os szezon japán nagydíján mutatkozott be, ekkor szabadkártyásként a kiváló 10. helyet szerezte meg. Ugyanebben az évben a japán bajnokságban második lett. 2007-re már teljes szezonra szóló szerződést kötött a Hondával, és a negyedliteres bajnokság megszűnéséig csak náluk versenyzett.
2010 és 2013 között teljes szezonokban szerepelt a negyedliteres géposztály helyében lépő Moto2-ben. Első évében még szerzett egy negyedik helyet, és harminc pontot, azonban ezt követően visszaesett a teljesítménye, és csak elvétve tudott pontszerző helyen célbaérni.
2014-től elsődlegesen a Supersport-világbajnokság tagja, azonban néha-néha egy-egy verseny erejéig visszatér a Moto2-ben helyettesíteni. A Supersport-vb-n első évében rögtön dobogóra állhatott, 2015-ben pedig megszerezte első győzelmét is.
Vilairot édesapja a korábbi motorversenyző, Christmas Vilairot. Testvére, Rattapong Vilairot szintén motorversenyző.

## Statisztika
| Szezon   | Géposztály | Motor          | Verseny | Győzelem | Dobogó | Pole | Pont | Poz. |
| -------- | ---------- | -------------- | ------- | -------- | ------ | ---- | ---- | ---- |
| 2006     | 250 cm³    | Honda          | 1       | 0        | 0      | 0    | 6    | 28.  |
| 2007     | 250 cm³    | Honda          | 17      | 0        | 0      | 0    | 30   | 17.  |
| 2008     | 250 cm³    | Honda          | 16      | 0        | 0      | 0    | 73   | 13.  |
| 2009     | 250 cm³    | Honda          | 15      | 0        | 0      | 0    | 81*  | 13.* |
| 2010     | Moto2      | Bimota         | 17      | 0        | 0      | 0    | 30   | 22.  |
| 2011     | Moto2      | FTR            | 14      | 0        | 0      | 0    | 4    | 30.  |
| 2012     | Moto2      | Moriwaki       | 17      | 0        | 0      | 0    | 9    | 27.  |
| 2012     | Moto2      | Suter          | 17      | 0        | 0      | 0    | 9    | 27.  |
| 2013     | Moto2      | Suter          | 8       | 0        | 0      | 0    | 0    | HN   |
| 2014     | Moto2      | Caterham Suter | 7       | 0        | 0      | 0    | 0    | HN   |
| 2015     | Moto2      | Suter          | 2       | 0        | 0      | 0    | 0    | HN   |
| Összesen |            |                | 114     | 0        | 0      | 0    | 233  |      |

## Teljes MotoGP-eredménylistája
(Táblázat értelmezése)

(Félkövér: pole-pozícióból indult; dőlt: leggyorsabb kört futott) 

| Év   | Géposztály | Motor          | 1       | 2       | 3       | 4       | 5       | 6       | 7       | 8       | 9       | 10      | 11      | 12      | 13      | 14      | 15      | 16      | 17      | 18     | Poz. | Pont |
| ---- | ---------- | -------------- | ------- | ------- | ------- | ------- | ------- | ------- | ------- | ------- | ------- | ------- | ------- | ------- | ------- | ------- | ------- | ------- | ------- | ------ | ---- | ---- |
| 2006 | 250 cm³    | Honda          | SPA     | QAT     | TUR     | CHN     | FRA     | ITA     | CAT     | NED     | GBR     | GER     | USA     | CZE     | MAL     | AUS     | JPN 10  | POR     | VAL     |        | 28.  | 6    |
| 2007 | 250 cm³    | Honda          | QAT 14  | SPA 12  | TUR 15  | CHN 12  | FRA 11  | ITA Ret | CAT 17  | GBR 8   | NED 14  | GER 19  | CZE 16  | RSM 13  | POR Ret | JPN Ret | AUS 19  | MAL 16  | VAL 15  |        | 17.  | 30   |
| 2008 | 250 cm³    | Honda          | QAT 13  | SPA 12  | POR 13  | CHN 8   | FRA 15  | ITA 10  | CAT 11  | GBR 16  | NED 12  | GER 16  | CZE 11  | RSM 8   | IND C   | JPN 13  | AUS 9   | MAL 8   | VAL 8   |        | 13.  | 73   |
| 2009 | 250 cm³    | Honda          | QAT 8   | JPN Ret | SPA 15  | FRA 5   | ITA 14  | CAT 7   | NED 9   | GER DNS | GBR Ret | CZE 11  | IND Ret | RSM Ret | POR 6   | AUS 9   | MAL 6   | VAL 5   |         |        | 13.  | 81   |
| 2010 | Moto2      | Bimota         | QAT 17  | SPA 17  | FRA 7   | ITA Ret | GBR 13  | NED 4   | CAT Ret | GER 17  | CZE 21  | IND Ret | RSM 12  | ARA 15  | JPN 24  | MAL 16  | AUS 22  | POR Ret | VAL 22  |        | 22.  | 30   |
| 2011 | Moto2      | FTR            | QAT Ret | SPA 12  | POR Ret | FRA 24  | CAT DNS | GBR Ret | NED Ret | ITA Ret | GER 25  | CZE 17  | IND Ret | RSM Ret | ARA Ret | JPN 22  | AUS DNS | MAL     | VAL Ret |        | 30.  | 4    |
| 2012 | Moto2      | Moriwaki       | QAT 21  | SPA 26  | POR 23  |         |         |         |         |         |         |         |         |         |         |         |         |         |         |        | 27.  | 9    |
| 2012 | Moto2      | Suter          |         |         |         | FRA 8   | CAT 18  | GBR 15  | NED Ret | GER Ret | ITA 16  | IND 23  | CZE 20  | RSM 19  | ARA 24  | JPN 20  | MAL 21  | AUS 18  | VAL 24  |        | 27.  | 9    |
| 2013 | Moto2      | Suter          | QAT Ret | AME 21  | SPA Ret | FRA Ret | ITA 16  | CAT Ret | NED 20  | GER 22  | IND     | CZE     | GBR     | RSM     | ARA     | MAL     | AUS     | JPN     | VAL     |        | HN   | 0    |
| 2014 | Moto2      | Caterham Suter | QAT     | AME     | ARG     | SPA 19  | FRA     | ITA     | CAT     | NED     | GER     | IND     | CZE     | GBR     | RSM 23  | ARA 22  | JPN 19  | AUS Ret | MAL Ret | VAL 19 | HN   | 0    |
| 2015 | Moto2      | Suter          | QAT     | AME     | ARG     | SPA     | FRA     | ITA     | CAT Ret | NED 24  | GER     | IND     | CZE     | GBR     | RSM     | ARA     | JPN     | AUS     | MAL     | VAL    | HN   | 0    |

## Teljes Supersport-eredménylistája
(Táblázat értelmezése)

(Félkövér: pole-pozícióból indult; dőlt: leggyorsabb kört futott) 

| Év   | Motor | 1       | 2      | 3       | 4       | 5      | 6     | 7     | 8      | 9     | 10    | 11    | 12  | Poz. | Pont |
| ---- | ----- | ------- | ------ | ------- | ------- | ------ | ----- | ----- | ------ | ----- | ----- | ----- | --- | ---- | ---- |
| 2014 | Honda | AUS Ret | SPA 10 | NED 13  | ITA Ret | GBR 12 | MAL 6 | SMR 9 | POR 11 | SPA 8 | FRA 9 | QAT 2 |     | 9.   | 70   |
| 2015 | Honda | AUS 5   | THA 1  | SPA Ret | NED 19  | ITA 6  | GBR   | POR   | ITA    | MAS   | SPA   | FRA   | QAT | 5.   | 46   |

## Külső hivatkozások
- Hivatalos weboldala (thaiul)
- Profile a MotoGP oldalán Archiválva 2010. június 24-i dátummal a Wayback Machine-ben
- Hivatalos képgaléria